# کالج سریتوس
کالج سریتوس (به انگلیسی: Cerritos College) کالجی عمومی است که در به صورت گسترده‌ای در زمینه‌های مختلف آموزشی فعالیت دارد. کالج در سال ۱۹۵۵ در «نورواک» کالیفرنیا تأسیس گردید. نام کالج از «رنچو لوس سریتوس» که به معنی: مزرعه سریتوس می‌باشد گرفته شد.
کالج در بیش از ۸۷ رشته و در ۹ شعبه به دانشجویان خود ارائه آموزش می‌کند. همچنین یک ایستگاه رادیویی دانشجویی، یک روزنامه دانشجویی می‌باشد. اکثر دانشجویان کالج از آمریکاییان لاتین تبار و همچنین تعداد قابل ملاحظه‌ای آسیایی (آسیایی شرقی) می‌باشند.